# Сейнт-Джеймски двор
Сейнт-Джеймски двор (на английски: Court of St. James's) е официалното наименование на двора на британските монарси.
Наименованието произлиза от Сейнт-Джеймския дворец, който от 1698 година официално е главният кралски дворец на Обединеното кралство Великобритания и Северна Ирландия.
От 1837 година фактически основното място на пребиваване на британските крале и кралици е Бъкингамският дворец, но и преди това монарсите са предпочитали Кенсингтънския пред Сейнт-Джеймския дворец.